# Rodolfo (patriarca di Gerusalemme)
Rodolfo (o Randolph o Raoul II; ... – 1192) è stato un patriarca cattolico francese.
Fu vescovo di Betlemme-Ascalon da prima dell'ottobre 1186 al 1191. Fu il patriarca latino di Gerusalemme dal 1191 al 1192, anno della sua morte.